# Agua de rosas

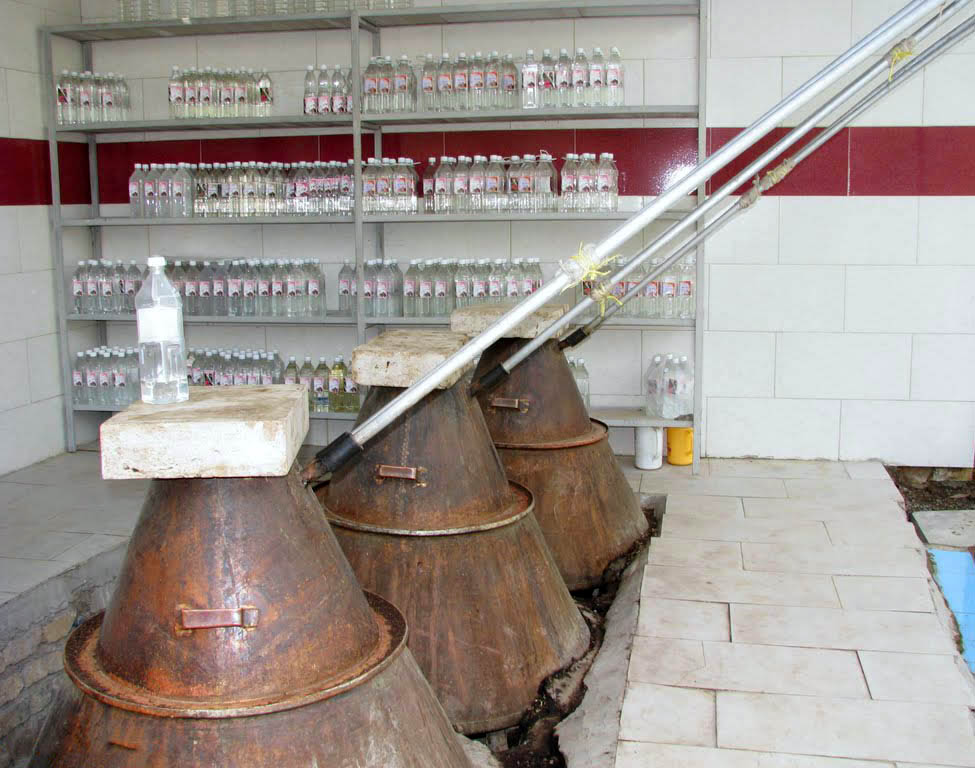
Manufactura de agua de rosas en Kashan, Irán.

El agua de rosas o sirope de rosas (persa: |گلاب Golâb, turco: Gül suyu, árabe: ماء ورد Mây ward) es una porción de un destilado de un hidrosol (destilado de hierbas) procedente de los pétalos de las rosas. Es el agua resultante que se usaba en el proceso de destilación en el alambique y contiene las moléculas hidrosolubles de la flor.
Se emplea en la producción de aceite de rosas para su uso en la elaboración de perfumes, como saborizante de ciertos alimentos y como un componente cosmético en preparaciones médicas, donde puede destacarse su poder hidratante para la piel. Por arrastre del vapor de agua se obtienen el aceite esencial de rosas y, separadamente, el agua de rosas o hidrolato.  El agua se obtiene a través de un proceso de destilación con los pétalos y agua destilada, fue desarrollado por primera vez en Persia (actualmente Irán) y Bulgaria. Tiene la misma consistencia que el agua, con el aroma característico de la rosa. También se utiliza en rituales religiosos en Europa y Asia. La esencia de mejor calidad y más cara procede de Bulgaria, extraída de la rosa de Alejandría (o de Damasco), conocida en Marruecos como rosa damascena.

## Usos
- El agua de rosas se utiliza de diversas maneras. Entre ellas, para dar sabor a diferentes platillos orientales, para preparación médica y cosmética.
- En perfumería se emplea como excipiente sustituto del agua o para obtener un perfume sin alcohol.
- Es muy benéfica en cosmética, por sus propiedades terapéuticas y dermatológicas. Ayuda a equilibrar el pH de la piel, para hidratar y calmar el enrojecimiento de la piel, tonifica y suaviza la epidermis.
- Tiene un sabor distintivo y se utiliza mucho en la cocina iraní, especialmente en dulces. En Irán también se agrega al té y a las galletas u otros dulces en pequeñas cantidades. En el mundo árabe, se utiliza para la leche o pudín de arroz. Se usa frecuentemente como un reemplazo del vino tinto u otras bebidas utilizadas para la cocina oriental.
- En el mundo islámico medieval, se produjo por primera vez gracias al trabajo de químicos musulmanes para las industrias de bebida y perfume.

### El perfume de rosas
A diferencia del agua de rosas, el perfume de rosas se prepara con aceite y no es comestible.